# Monodiamesa depectinata
Monodiamesa depectinata är en tvåvingeart som beskrevs av Ole Anton Saether 1973. Monodiamesa depectinata ingår i släktet Monodiamesa och familjen fjädermyggor. Inga underarter finns listade i Catalogue of Life.